# Chemin de fer de Herzeele à Saint-Momelin
La ligne de Herzeele à Saint-Momelin est une ancienne ligne de chemin de fer secondaire du Réseau du Nord de la Société générale des chemins de fer économiques (SE) qui reliait Herzeele à Saint-Momelin.

## Histoire
La ligne est mise en service en traction vapeur le 23 juin 1910 entre la gare d'Herzeele et la gare d'Esquelbecq (nouvelle section). Le 21 octobre 1912, la ligne est prolongée par une nouvelle section entre la gare d'Esquelbecq à la gare de Saint-Momelin.

## Exploitation

### Gares et arrêts
- Gare d'Herzeele
- Herzeele (arrêt)
- Kruys-Straete (arrêt)
- Wormhout (arrêt)
- Gare de Wormhout
- Esquelbecq (arrêt)
- Gare d'Esquelbecq
- Gare de Zegerscappel
- Stoppe-kot (arrêt)
- Gare de Bollezeele
- Merckeghem (arrêt)
- Gare de Volckerinckhove - Broxeele
- Gare de Lederzeele
- Nieurlet (arrêt)
- Saint-Momelin (arrêt)
- Gare de Saint-Momelin

## Matériel roulant

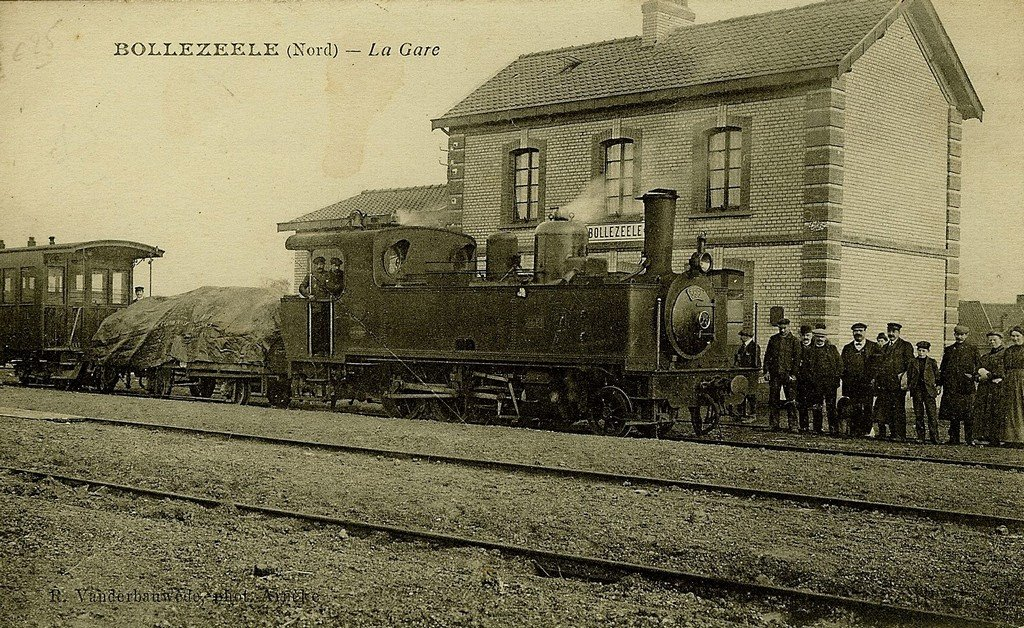
Une locomotive en gare de Bollezeele.

La ligne était desservie par des ANF 1Ct SE, un modèle de locomotive à vapeur construit par les Ateliers de construction du Nord de la France (ANF) de Blanc-Misseron pour la Société générale des chemins de fer économiques (SE).
Six machines sont livrées en 1909, et vont être affectées aux lignes Herzeele - Saint-Momelin et Bergues - Bollezeele.